# Cuisine
Cuisineul este ansamblul tehnicilor de preparare a alimentelor pentru consumul uman, care anterior era numit „cuisine”. Bucătăria este diversă în întreaga lume. Este unul dintre elementele care reprezintă noțiunea de terroir atunci când este rodul resurselor naturale și al producției agricole locale, al obiceiurilor și obiceiurilor, culturii și credințelor, perfecționării tehnicilor, schimburilor între popoare și culturi.
Cuisineul a depășit astfel simplul său imperativ biologic al alimentelor pentru a deveni un corpus de tehnici mai mult sau mai puțin specializate, un fapt cultural, un element de moștenire și identitate națională sau familială, un element de sisteme de valori, dar și un subiect de studiu pentru științe sociale și sociologie, sau chiar o problemă politică și de sănătate publică.